# Grata di Bergamo
Grata (III secolo – 307) è stata una matrona cristiana vissuta probabilmente tra III e IV secolo a Bergamo ed è venerata come santa dalla Chiesa cattolica.

## Agiografia
Secondo una prima tradizione, Grata sarebbe vissuta tra il IV e il VI secolo, figlia di Lupo, duca di Bergamo, e di Adelina. Sua sorella sarebbe stata Asteria, vergine e martire, festeggiata il 10 agosto, e suo nonno sarebbe stato Crotacio, a cui è intitolata da colonna del Crotacio a Bergamo. La santa, alcuni giorni dopo l'esecuzione di sant'Alessandro presumibilmente nel luogo in cui è situata la colonna del Crotacio, ne avrebbe trovato le spoglie, intorno alle quali, in corrispondenza di alcune gocce di sangue, sarebbero spuntati dei gigli, lo avrebbe raccolto e fatto seppellire in un orto fuori della città; successivamente la santa ne avrebbe continuato l'apostolato.
Un'altra versione pone la sua esistenza tra l'VIII e il IX secolo, e la dice figlia di un tale Lupo, duca longobardo di Bergamo, vinto da Carlo Magno e convertito alla fede cattolica. Probabilmente le tradizioni si riferiscono a due sante distinte.

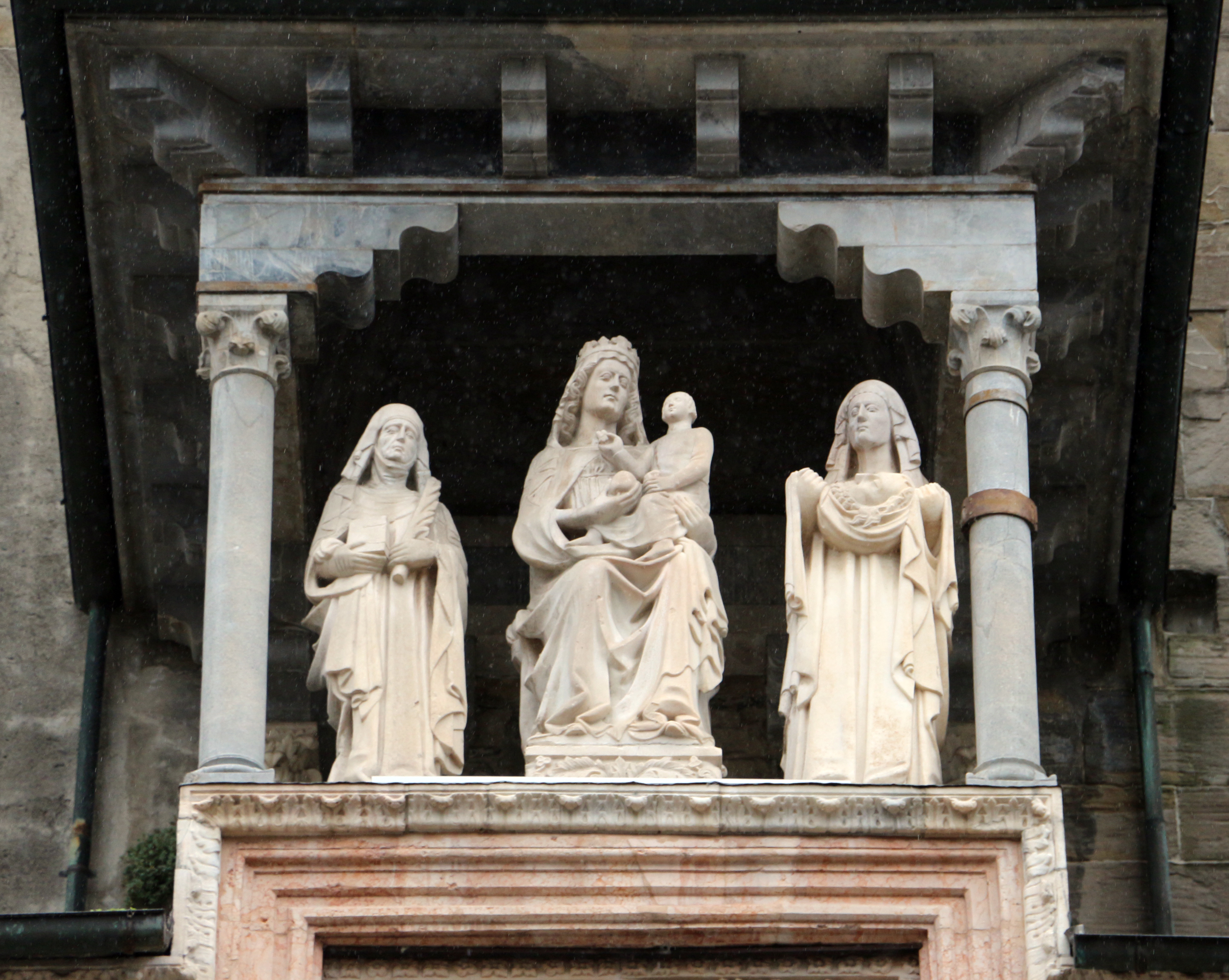
Giovanni da Campione
protiro Basilica di Santa Maria Maggiore

Secondo la prima tradizione la santa avrebbe edificato tre chiese bergamasche in onore di sant'Alessandro: Sant'Alessandro in Colonna, luogo del martirio del santo, Sant'Alessandro della Croce e un'altra che ospitava la tomba del santo (la basilica e antica cattedrale di Sant'Alessandro, poi demolita nel 1561 durante la costruzione delle mura venete).
Secondo la seconda tradizione, la santa, aiutata della sua potente famiglia e da altri nobili bergamaschi, avrebbe edificato una chiesa su ognuno dei tre colli della città: Sant'Eufemia, San Giovanni e Santo Stefano (poi chiesa del Santo Salvatore). Dopo aver convertito i propri genitori e il proprio marito, rimase vedova e si diede alla cura dei malati e dei bisognosi, nell'ospedale da lei fondato.
Nel Duecento il beato Pinamonte da Brembate scrisse su committenza della badessa Grazia d'Arzago la «Legendario sanctae Gratae (Vita et translatio sanctae Gratae viduae Bergomensis)», manoscritto biografico della santa conservato in due copie.

## Culto

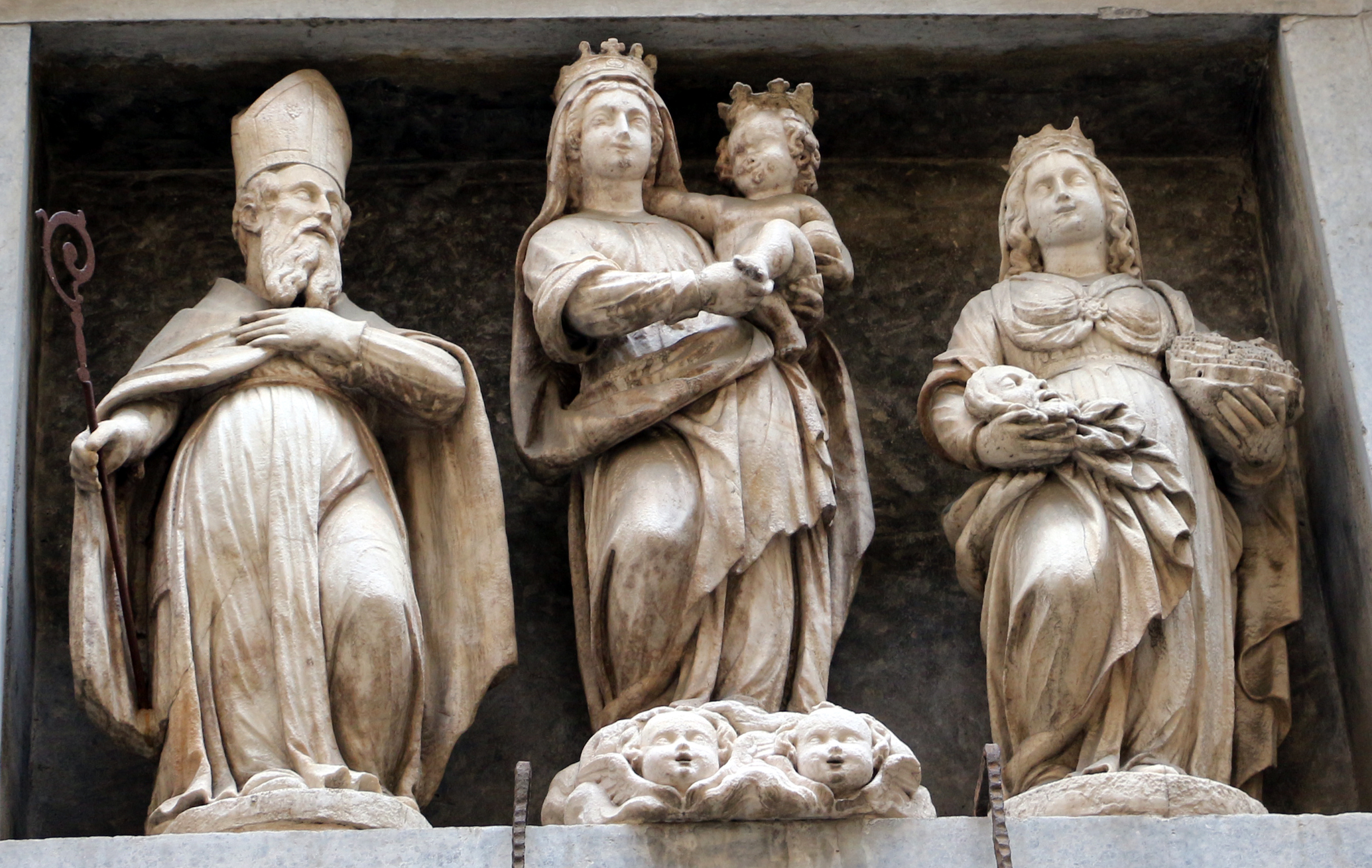
Portale del convento di Santa Grata, Madonna col Bambino, sant'Alessandro e santa Grata con la testa di sant'Alessandro, XVI secolo

Per alcuni secoli il corpo di santa Grata rimase sepolto fuori le mura, in via Borgo Canale, nella chiesa del suo ospedale, la quale porta il suo nome e sulla quale doveva sorgerne un'altra nel secolo XVIII, con il nome di Santa Grata inter Vites. 
Il 9 agosto 1027, per opera del vescovo Ambrogio II le spoglie vennero solennemente trasferite entro il perimetro delle mura, nella chiesa di Santa Maria Vetus, poi rinominata di Santa Grata alle Colonnette, che fu poi detta di Santa Grata in Columnellis, dove successivamente venne fondato un monastero di monache benedettine.
La deposizione di santa Grata (che nei documenti liturgici viene detta ora vergine, ora vedova) ricorre il 1º maggio, giorno in cui la ricorda il Martirologio Romano; la translazione ricorre il 9 agosto.
Nel 1706 la Congregazione dei Riti le assegnò il 27 agosto, ma dal 1970 la ricorrenza è stata spostata al 12 maggio. Alcuni autori pongono la sua memoria al 15 aprile, altri ancora al 4 settembre.
Nella città di Bergamo è molto venerata, quale compatrona della città. Una parrocchia e un monastero benedettino sono ancora oggi a lei dedicate in città.